# Świdnica (district)
Świdnica (powiat świdnicki) is een Pools district (powiat) in de woiwodschap Neder-Silezië. Het district heeft een oppervlakte van 742,89 km² en telt 160.438 inwoners (2014). 

## Gemeenten
Het district omvat acht gemeenten.
Stadsgemeenten:
- Świdnica (Schweidnitz)
- Świebodzice (Freiburg in Schlesien)

Stads- en landgemeenten:
- Jaworzyna Śląska (Königszelt)
- Strzegom (Striegau)
- Żarów (Saarau)

Landgemeenten:
- Dobromierz (Hohenfriedeberg)
- Marcinowice (Groß Merzdorf)
- Świdnica-land

Stadsdistricten:
Wrocław · Jelenia Góra · Legnica · Wałbrzych

Districten:
Bolesławiec · Dzierżoniów · Głogów · Góra · Jawor · Kamienna Góra · Karkonosze · Kłodzko · Legnica · Lubań · Lubin · Lwówek Śląski · Milicz · Oleśnica · Oława · Polkowice · Środa Śląska · Strzelin · Świdnica · Trzebnica · Wałbrzych · Wołów · Wrocław · Ząbkowice Śląskie · Zgorzelec · Złotoryja

Grootste steden:
Bielawa · Bolesławiec · Dzierżoniów · Głogów · Jelenia Góra · Legnica · Lubin · Oleśnica · Świdnica · Wałbrzych · Wrocław · Zgorzelec